# プラカーシュ・ベーラワディー
プラカーシュ・ベーラワディー（Prakash Belawadi）は、インドの俳優、活動家、ジャーナリスト。インド国内の映画に出演するかたわら、TEDを通じて国外の講演会やセミナーなどに参加している。2010年から開催しているベンガルール国際短編映画祭の創設メンバーの一人でもある。

## 生い立ち
プラカーシュはベンガルールの演劇アーティストの息子として生まれた。父ベーラワディー・ナンジュンダイヤー・ナラヤンはカンナダ語演劇で活動するメイクアップアーティスト・俳優で、「メイクアップ・ナーニ」の通称で知られていた。母バールガヴィも映画・舞台で活動するアーティストだった。彼の兄弟や甥、姪もそれぞれ舞台や映画、音楽業界で活動するアーティストである。ベンガルールの学校で教育を受け、1983年にヴィスヴェスヴァラーヤ大学を卒業して機械工学の学位を取得した。

## キャリア

### 俳優
プラカーシュはインド国内の様々な映画祭や会議、セミナーなどに参加しており、2010年にはヨーデボリ映画祭、2011年にソウル芸術会議、2013年にベルリン演劇祭、2014年にスウェーデンの演劇祭に出席している。また、スウェーデンとトルコで映画演劇の講師も務めていた。
2003年に初監督を務めた『Stumble』では国家映画賞 英語長編映画賞を受賞しており 、同年には文化活動への貢献を評価されカルナータカ州政府からプタティバ・ブーシャン勲章を授与された。2011年にはカンナダ語演劇と英語演劇への貢献を評価されカルナータカ・ナターカ・アカデミー賞を受賞し、2019年にはヘルプマン・アワード 主演男優賞 (演劇部門)を受賞している。

### 活動家
プラカーシュは市民とベンガルール市政府との連携の窓口となる市民団体「Citizens for Bengaluru」の創設メンバーである。彼は毎年5月にベンガルールで開催される環境イベント「Rotary Avani」に参加して環境問題の啓発運動を行っており、市民・政府・産業界が連携して生態系の回復に努めるように訴えている。

## フィルモグラフィー
- Bangaravayithu（1976年）
- Kanooru Heggadithi（1999年）
- Mathadana（2001年）
- Madras Cafe（2013年）
- Youngistaan（2014年）
- Benkipatna（2015年）
- Uttama Villain（2015年）
- Aatagara（2015年）
- Fading Red（2015年）
- Kendasampige（2015年）
- Talvar（2015年）
- Wazir（2016年）
- Last Bus（2016年）
- エアリフト 〜緊急空輸〜（英語版）（2016年）
- Kiragoorina Gayyaligalu（2016年）
- Ishtakamya（2016年）
- Te3n（2016年）
- Take Off（2017年）
- Aake（2017年）
- 僕の可愛いビンドゥ（英語版）（2017年）
- Solo（2017年）
- Dayavittu Gamanisi（2017年）
- Aval（2017年）
- Mufti（2017年）
- SANJU サンジュ（2018年）
- The Accidental Prime Minister（2019年）
- Thackeray（2019年）
- Katha Sangama（2019年）
- Made in China（2019年）
- The Tashkent Files（2019年）
- サーホー（2019年）
- ただ空高く舞え（2020年）
- Mysore Masala: The UFO Incident（2020年）
- PATHAAN/パターン（2023年）